# Châtelet de Villarnoux

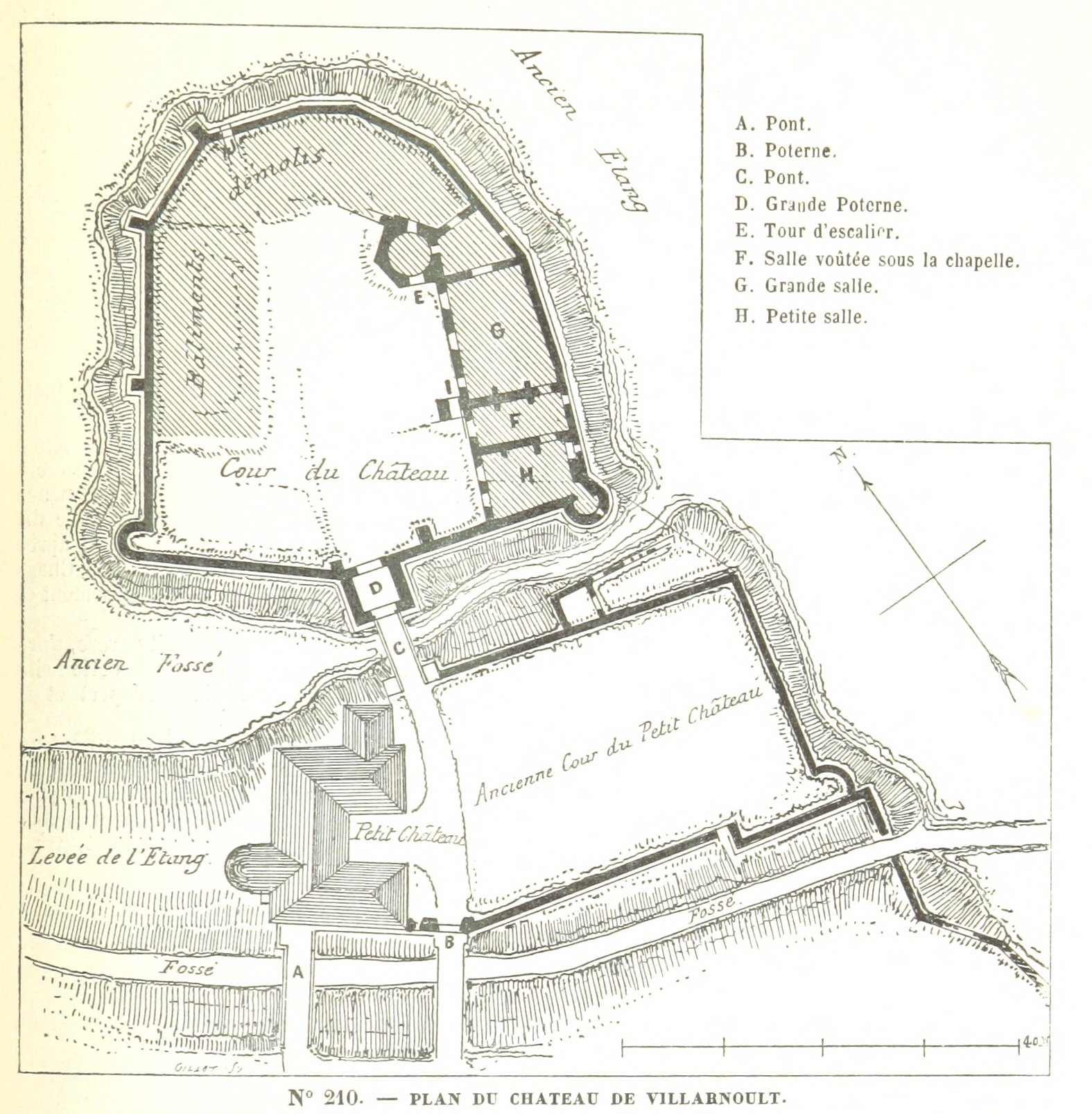
Châtelet de Villarnoux - Plan

Le châtelet de Villarnoux est situé à Bussières, dans le département de l'Yonne, en France.

## Historique
Charles Ier d'Amboise vient détruire en 1478 sur les ordres de Louis XI les châteaux des seigneurs ayant pris le parti de Marie de Bourgogne, fille de Charles le Téméraire, notamment le châtelet de Villarnoux et le château de Ruère en Morvan.
L'édifice est inscrit au titre des monuments historiques en 1967.